# نمادهای حاشیه‌نویسی شطرنج
موقع حاشیه‌نویسی بازی‌های شطرنج، مفسران استفاده گسترده‌ای از این نمادها برای دانستن راحت‌تر یک حرکت. علامت سؤال و علامت تعجب مشخص می‌کنند که یک حرکت در هر لحظه بازی شطرنج خوب است یا بد.
برخی نشریات می‌کنند یک شنونده بین‌المللی مثل یک خبررسان شطرنج (در حین بازی) تسلط کامل به نمادهای اضافی که در تفسیر به کار می‌رود، دارد.
علامت‌های رایج در ارزیابی مزیت یک حرکت؟، و !! هستند.

## نمادهای یادداشت شطرنج
| سفید  | سیاه         | نام   |
| ♔     | ♚            | شاه   |
| ♕     | ♛            | وزیر  |
| ♖     | ♜            | رخ    |
| ♗     | ♝            | فیل   |
| ♘     | ♞            | اسب   |
| ♙     | ♟            | پیاده |
| ❓ ❓ | اشتباه آشکار |       |
| ❓    | اشتباه       |       |
| ❗❓  | مبهم         |       |
| ❓ ❗ | جالب         |       |
| ❗    | خوب          |       |
| ❗❗  | بسیار خوب    |       |
|       |              |       |

- در گزارش یک بازی، می‌توان از نماد مهره‌ها کپی گرفت و به جای حروف اختصاری لاتین که معرف مهره‌ها هستند، از این نمادها استفاده کرد.